# Iskanwaya
Iskanwaya es un sitio arqueológico preincaico de Bolivia. Es atribuido a la cultura mollo, sin embargo aún no se tiene certeza de su origen. Está ubicado en una montaña sobre el río Llica a 325 km al norte de la ciudad de La Paz. Iskanwaya significa dos casas o dos ecos y deriva del quechua. 
El sitio es parte del patrimonio cultural boliviano y cuenta con la catalogación de monumento nacional.
El sitio es considerado sagrado por los pobladores de la zona y se encuentra en el borde de la cordillera Real a 250m sobre el río Llica a 1672 m s. n. m. El sitio se encuentra a 11 kilómetros del pueblo de Aucapata, en la provincia de Muñecas del departamento de La Paz. El sitio es uno de los más importantes del país, tanto por las características monumentales que tiene, como por su ubicación y su relación con las culturas que habitaron los valles interandinos.

## Descripción

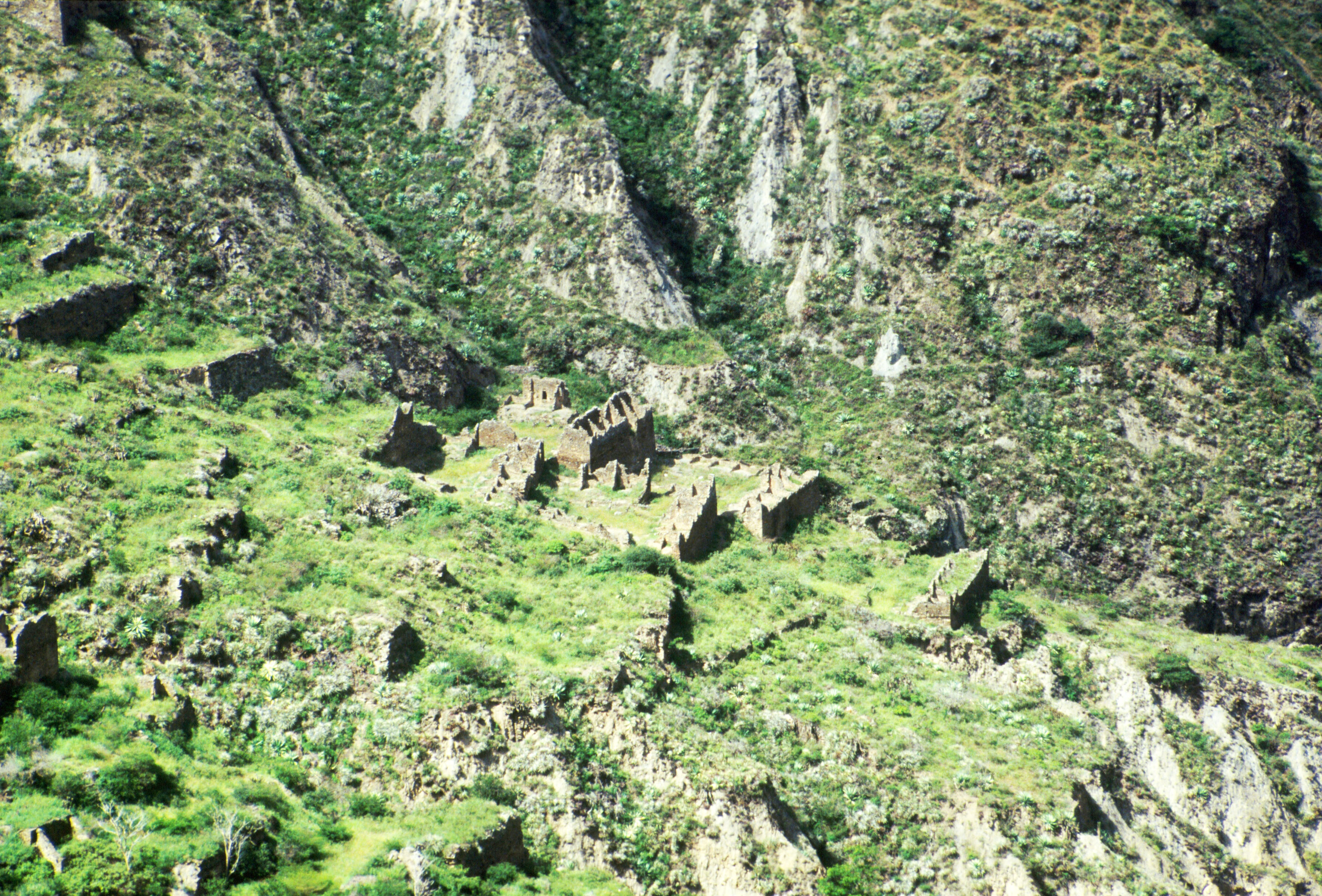
Vista panorámica de las ruinas de Iskanwaya

El sitio arqueológico de Iskanwaya comprende 2 plataformas en un área de 0,6 km², en estas plataformas se ubican más de un centenar de edificios del cual 13 habitaciones han sobrevivido. Las calles del sitio están en dirección este-oeste. Las construcciones son de tierra con junturas en mortero y barro. 
Bajo las viviendas contaban con sótanos que sirvieron de almacenes o graneros. Las habitaciones por lo general tenían un espacio en donde se conservaba el cuerpo inerte de un párvulo, este espacio destinado al párvulo era cubierto con una laja que tenía un orificio circular pequeño, esta laja era movible, posiblemente para dejar regalos al párvulo pidiendo protección. Es común encontrar frente a cada puerta de una vivienda una piedra plana que servía para la molienda del maíz.
El sitio incluye terrazas de riego que aún contienen agua corriente, el agua fue traída desde la quebrada de Naranjani, y los canales demuestran que el agua se distribuyó en todas las viviendas de Iskanwaya.  Además de los canales, en el centro de una plaza principal se han encontrado reservorios de agua.
Este sitio preincaico fue construido en el 800 a. C. y habitado hasta 1425 aproximadamente.

## Historia
La teoría arqueológica más aceptada sobre la cultura mollo, y por tanto de Iskanwaya, dice que esta aparece en el momento que el imperio Tiahuanaco se fracciona en pequeñas naciones.
El fin de Iskanwaya tuvo lugar en el siglo XV d. C., cuando la ciudadela fue conquistada por los incas. El ejército inca partió de Cusco y se hizo fácilmente con el control de Iskanwaya. Luego, sus pobladores fueron trasladados a lugares como Aucapata y a otros que se desconocen todavía hoy en día. No demasiados años después comenzaría la conquista de las ciudades andinas por parte de los soldados españoles.

### Comienzo de las investigaciones
El periodo más importante para la investigación en Iskanwaya se dio en las décadas de los 70 y 80. Carlos Ponce Sanjinés junto al Instituto Nacional de Arqueología fue quien impulsó los estudios, promovió la apertura de caminos hacia el complejo y estableció un museo de sitio en el pueblo Aucapata (ahora llamado Museo Arqueológico Regional Dr. Carlos Ponce Sanjinés).
En 2018 el gobierno departamental de La Paz presentó un plan integral para su restauración y conservación, que prevé retomar las investigaciones arqueológicas en el sitio. El proyecto requiere de Bs. 19 millones, consistiendo de dos fases. A octubre de 2019, el proyecto de restauración tenía un 40% de avance. Actualmente se quiere habilitar la ruta Iskanwaya como un nuevo destino turístico en Bolivia, proyecto que es impulsado desde el Ministerio de Cultura y Turismo. Del total de 15 hectáreas del sitio arqueológico, solamente el 3% ha sido investigado.